# Huis Royestein

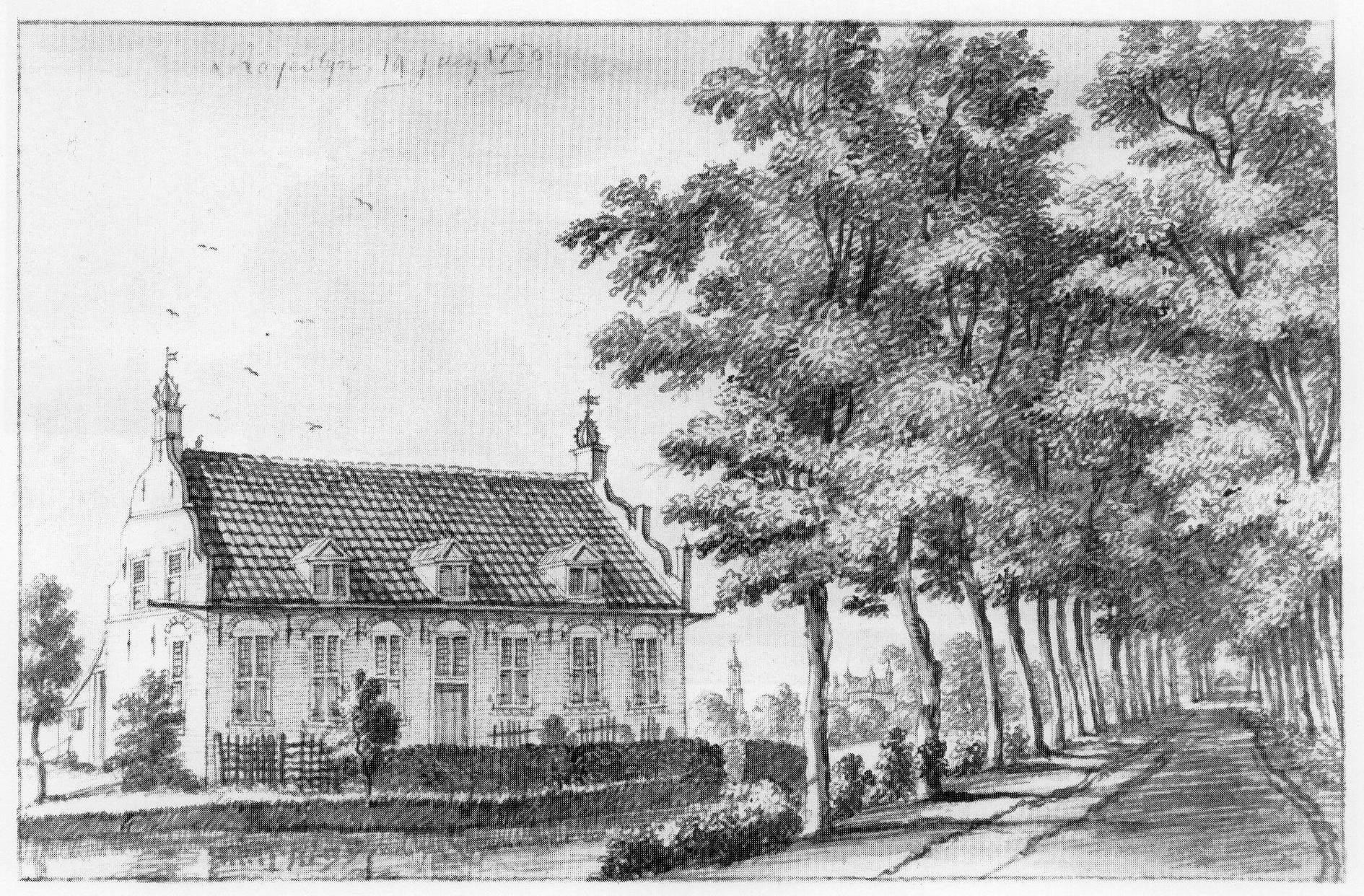
Royestein in 1750 door Jan de Beijer

Het Huis Royestein (Roodesteyn, Royesteyn, Rodestein) is een voormalige ridderhofstad, welke stond tussen Kasteel Amerongen, Huis Zuylenstein en Wayenstein aan de voet van de Rijndijk in Amerongen.
Het huis is waarschijnlijk rond 1630 gebouwd en had toen 40 morgen land en een duiventoren. Het is afgebeeld op een kaart van de heerlijkheid Zuilenstein uit 1633 door Hendrik Verstralen.
In de eerste helft van de 17e eeuw was het in bezit van de heren van Culemborg. In 1647 werd het op een veilingbiljet omschreven als:
"Een schoone hoffstede met de huysingen ende getimmerten daerop staende genaemt Roodesteyn leggende tot Amerongen met syne Boomgaerden, plantagien van seer schoone Laningen of dreven ende Landeryen met het Bouw-huys daer by staende, onlanghs nieu ghetimmert'." 
Hoewel Van der Aa in 1844 schreef dat het door de Fransen in 1672 was verwoest, is dit hoogst waarschijnlijk onjuist. In het Utrechts Archief is een afbeelding uit 1732 "t huis Royesteyn iby Amerongen en Leersum 1732" en Jan de Beijer tekende het huis in 1750 als een huis zonder verdiepingen van zeven traveeën met in het midden de ingang. De ontlastingsbogen en de beide geveltoppen wijzen op een datering rond 1630. 
De naam Royestein (Rodestein) ontleende het huis mogelijk aan de rode pannendaken. Het is overigens niet zeker of het hier om een Hofstede / Buitenplaats gaat. Mogelijk gaat het hier om een voornaam voorhuis van een boerderij.

## Rodestein
Aan de Kersweg in Amerongen staat nu een huis met de naam Rodestein, dat vermoedelijk het vroegere bouwhuis is geweest, welke op het achterste stuk van het kavel lag. Onder andere de smeedijzeren zwaan op de schoorsteen, de stenen en gebinten zouden hierin zijn hergebruikt. Het huis is een rijksmonument.

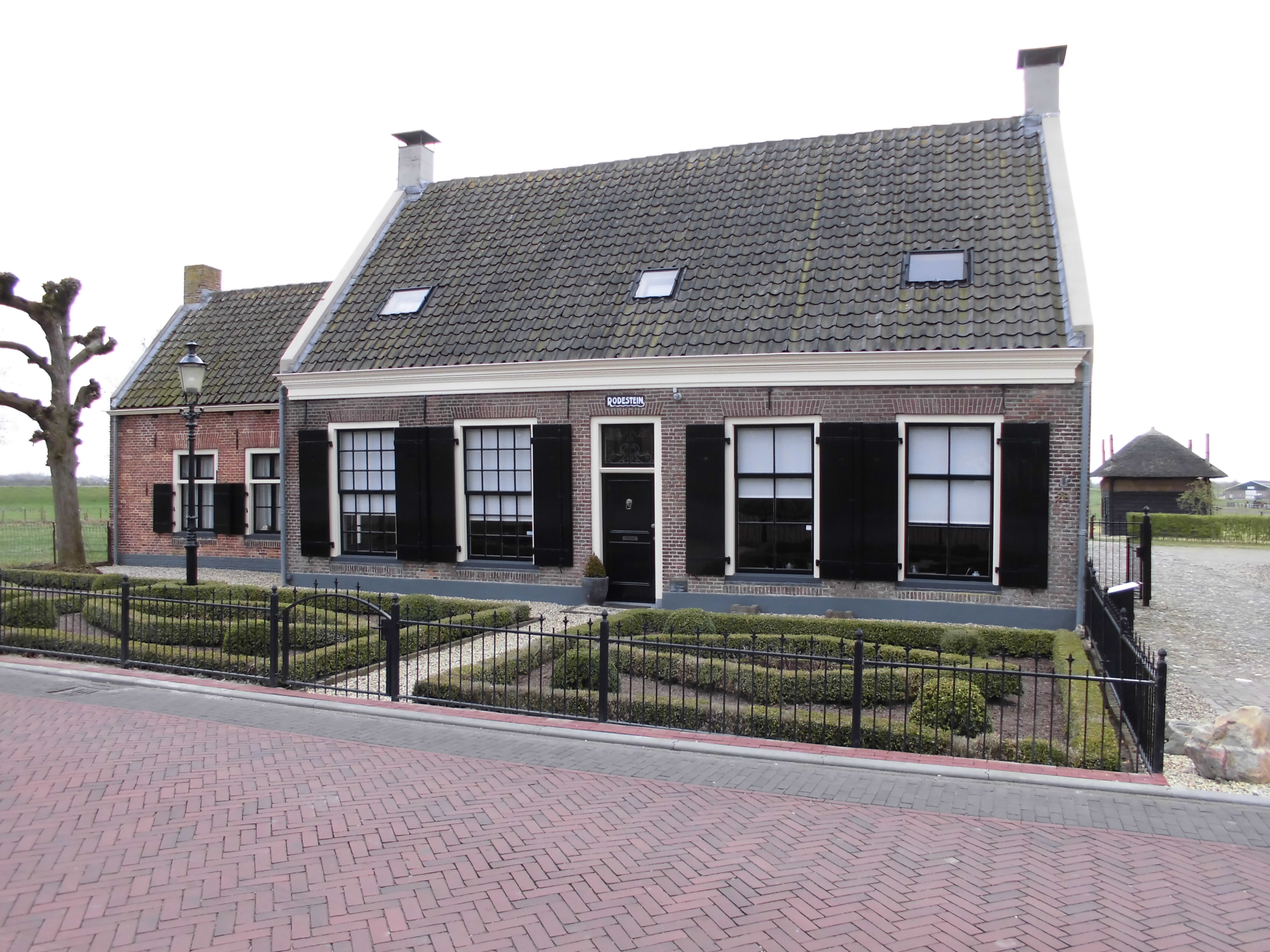
Rodestein in 2012

## Veldslag
Op de plek waar later het huis en landerijen zouden komen, vond in 1585 de slag bij Amerongen plaats.